# 레이먼드 스멀리언
레이먼드 메릴 스멀리언(영어: Raymond Merrill Smullyan, 1919년 5월 25일 ~ 2017년 2월 6일)은 미국의 수학자·피아노 연주자·철학자·마술사이다.

## 생애
뉴욕 퀸스에서 태어났다. 어려서부터 음악과 수학에 재능을 보였고, 12세에 피아노 대회에서 금메달을 수상하였다. 음악실이 잘 갖추어져 있던 맨해튼 시어도어 루즈벨트 고등학교(Theodore Roosevelt High School)에 입학하였으나, 수학 과목은 변변치 못해 수학을 독학해야만 했다. 결국 스멀리언은 고등학교에서 자퇴하였고, 검정고시를 치렀다.
이후 오리건주 패시픽 대학교(Pacific College)와 리드 대학교에서 음악을 공부하였고, 샌프란시스코로 이사하여 피아노 공부를 계속하였다. 음악과 수학 가운데 어느 재능을 살릴지 고민하던 스멀리언은 결국 다시 뉴욕으로 돌아와 수학을 공부하였다. 이 동안 스멀리언은 2년 동안 마술사로 일하였다.
1943년에는 위스콘신 대학교에 입학하였고, 1944년에 시카고 대학교로 전학하였다. 그러나 시카고 대학교에서는 한 학기만 있다가 휴학하였고, 시카고 루즈벨트 대학교(Roosevelt University)에서 음악 강사로 일하였다.
곧 다시 뉴욕으로 돌아와, 나이트클럽에서 마술사로 일했으며, 1949년에는 다시 시카고로 돌아가 마술사로 일하며 시카고 대학교에서 몇몇 과목을 들었다. 시카고 대학교의 루돌프 카르나프는 스멀리언의 수학 재능을 알아보아, 스멀리언을 다트머스 대학교 수학 강사로 추천하였다. 이렇게 하여 스멀리언은 학사 학위도 없이 다트머스 대학교에서 1954년~1956년 동안 수학을 가르치게 되었다. 1955년에 결국 시카고 대학교에서 학사 학위를 수여받았다. 사실 스멀리언은 학사 학위를 받기에 학점이 부족했는데, 대신 한 번도 수강하지 않았지만 가르친 적이 있는 미적분학 과목을 추가하여 겨우 받은 것이었다.
1957년에 프린스턴 대학교 수학과 박사 과정에 입학하였고, 1959년에 알론조 처치 아래 프린스턴 대학교에서 박사 학위를 받았다. 1958년~1961년 동안에 프린스턴 대학교 수학과 강사로 있었다.
1961년~1968년에는 예시바 대학교 수학 교수로 있었고, 1968년~1982년 동안에는 뉴욕 시립 대학교에서 가르쳤다. 1982년에 인디애나 대학교 철학과 교수가 되었다.
2017년 2월 6일 사망하였다.

## 같이 보기
- 이상한 나라의 앨리스
- 역설